# Halford John Mackinder

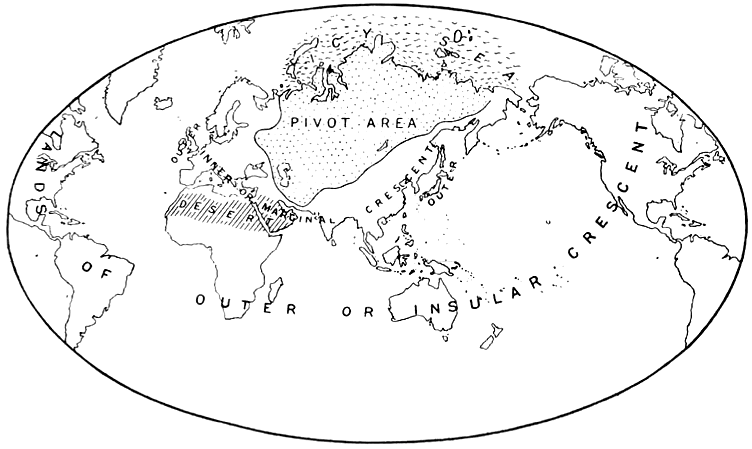
Mapa świata w The geographical pivot of history (1904)

Halford John Mackinder (ur. 15 lutego 1861 w Gainsborough, zm. 1947) – jeden z najwybitniejszych brytyjskich geografów, jeden z twórców geopolityki.

## Życiorys i kariera naukowa
Skończył Uniwersytet Oksfordzki, specjalizując się w geografii fizycznej, łącząc ją później z ekonomią i politologią. Był jednym z założycieli London School of Economics i jej dyrektorem w latach 1903–1908.
- W 1887 został wykładowcą na Oksfordzie.
- W 1902 opublikował pracę „Brytania i morza brytyjskie”, która zyskała mu sławę m.in. przez dosadne i lakoniczne sformułowanie pozycji strategicznej Wielkiej Brytanii – Brytania to grudka węgla otoczona przez ryby.
- W 1904 sformułował swoją najsłynniejszą teorię Heartlandu (serca Eurazji). Wyłożył ją w artykule „Geograficzna oś historii”', opublikowanym przez Royal Geographical Society. Do dzisiaj stanowi ona podstawę stosunków międzynarodowych, a w Stanach Zjednoczonych stała się podstawą budowy doktryny powstrzymywania Związku Radzieckiego i Chin.
- Był współzałożycielem University of Reading w 1892, i Geographical Association w 1893.
- W 1910 został wybrany do parlamentu.
- W 1919 prowadził rozmowy z Romanem Dmowskim w Paryżu oraz z Józefem Piłsudskim, posłem Horace Rumboldem i gen. Keyesem w sprawie sytuacji w Rosji. W tym samym roku udał się do kwatery Denikina, gdzie prowadził rozmowy z gen. Wranglem, który skłaniał go do poszukiwania sojuszników dla „białej” Rosji.
- W 1919 napisał drugie ważne dzieło „Ideały demokratyczne i rzeczywistość” (Democratic Ideals and Reality). To w nim napisał najbardziej znane swoje słowa: „Kto panuje we wschodniej Europie – panuje nad sercem Eurazji. Kto panuje nad sercem Eurazji, ten panuje nad wyspą światową. Kto panuje nad wyspą światową, ten panuje nad światem.”
- Otrzymał tytuł szlachecki w 1920.
- W 1943 w artykule The Round World and the Winning of the Peace przedstawił zmodyfikowaną wersję swej teorii w której naprzeciwko Heartlandu jest Midland Ocean Basin – North Atlantic, czym antycypował powojenny konflikt USA–ZSRR.[1]

- Był zwolennikiem przyznania Polsce po I wojnie światowej całego terytorium Prus Wschodnich (z Królewcem włącznie) i transferu ludności pomiędzy Polską a Niemcami, co pozwoliłoby uzyskać jednolity skład etniczny.

## Znaczenie Mackindera
Jego nowatorstwo polegało na traktowaniu zagadnień historycznych jako wykładni geografii. Potrafił spojrzeć na dzieje świata globalnie z perspektywy obserwatora kuli ziemskiej. Wyszedł od stwierdzenia, że lądy stanowią faktycznie małe wysepki na oceanie światowym, a panowanie na lądach zapewnia kontrolę tego morza. Kluczową dla jego teorii geopolityki była koncepcja Heartlandu. Heartland to według niego stepy Azji Środkowej (dzisiejsze republiki środkowoazjatyckie), opanowanie Heartlandu daje kontrolę nad Eurazją. Ta z potęg, która kontroluje Eurazję, może zapanować nad światem. Zwolenniczką jego teorii jest m.in. była sekretarz stanu USA Condoleezza Rice. Potwierdzeniem jego teorii jest wyścig strategiczny USA i Rosji o wpływy w Azji Środkowej.